# Skála ÍF
Skála Ítróttarfelag, Skála ÍF, är en färöisk fotbollsklubb från staden Skála. Klubben bildades den 15 maj 1965. 
Säsongen 2005 var den bästa i klubbens historia, då de kom tvåa i ligan och kvalificerade sig för Uefacupen 2006/2007.

## Meriter
- 1. deild: 2
2015, 2021.
- 2. deild: 3
1998, 2000, 2010.

## Placering tidigare säsonger
| Säsong | Nivå | Liga         | Placering | Webbplats | Kommentar                      |
| ------ | ---- | ------------ | --------- | --------- | ------------------------------ |
| 2010   | 3    | 2. deild     | 1         | [ 1 ]     | Uppflyttad till 1. deild       |
| 2011   | 2    | 1. deild     | 4         | [ 2 ]     |                                |
| 2012   | 2    | 1. deild     | 3         | [ 3 ]     |                                |
| 2013   | 2    | 1. deild     | 2         | [ 4 ]     | Uppflyttad till Premier League |
| 2014   | 1    | Effodeildin  | 9         | [ 5 ]     | Nedflyttad till 1. deild       |
| 2015   | 2    | 1. deild     | 1         | [ 6 ]     | Uppflyttad till Premier League |
| 2016   | 1    | Effodeildin  | 8         | [ 7 ]     |                                |
| 2017   | 1    | Effodeildin  | 6         | [ 8 ]     |                                |
| 2018   | 1    | Betrideildin | 6         | [ 9 ]     |                                |
| 2019   | 1    | Betrideildin | 6         | [ 10 ]    |                                |
| 2020   | 1    | Betrideildin | 10        | [ 11 ]    | Nedflyttad till 1. deild       |
| 2021   | 2    | 1. deild     | 1         | [ 12 ]    | Uppflyttad till Premier League |
| 2022   | 1    | Betrideildin | 10        | [ 13 ]    | Nedflyttad till 1. deild       |
| 2023   | 2    | 1. deild     | 1         | [ 14 ]    | Uppflyttad till Premier League |
| 2024   | 1    | Betrideildin | 10        | [ 15 ]    | Nedflyttad till 1. deild       |

### Fotnoter
1. ↑  http://www.rsssf.com/tablesf/far2010.html#2d
2. ↑  http://www.rsssf.com/tablesf/far2011.html#1d
3. ↑  http://www.rsssf.com/tablesf/far2012.html#1d
4. ↑  http://www.rsssf.com/tablesf/far2013.html#1d
5. ↑  http://www.rsssf.com/tablesf/far2014.html
6. ↑  http://www.rsssf.com/tablesf/far2015.html#1d
7. ↑  http://www.rsssf.com/tablesf/far2016.html
8. ↑  http://www.rsssf.com/tablesf/far2017.html
9. ↑  http://www.rsssf.com/tablesf/far2018.html
10. ↑  http://www.rsssf.com/tablesf/far2019.html
11. ↑  http://www.rsssf.com/tablesf/far2020.html
12. ↑  http://www.rsssf.com/tablesf/far2021.html#1d
13. ↑  http://www.rsssf.com/tablesf/far2022.html
14. ↑  http://www.rsssf.com/tablesf/far2023.html#1d
15. ↑  http://www.rsssf.com/tablesf/far2024.html